# Straat Tobalai
Straat Tobalai (Indonesisch: selat Tobolai) ook bekend als Gase Straat is een zeestraat in de Indonesische provincie Noord-Molukken. De Straat Tobalai is gelegen tussen de Molukse eilanden Obi en Tobalai, beide onderdeel van de Obi-eilanden. Het water verbindt de Straat Obi in het noorden met de Seramzee in het zuiden.